# Антонова, Анна Владимировна
Анна Владимировна Антонова (6 января 1983) — российская футболистка, вратарь.

## Биография
Выступала в высшей лиге России за клубы «Измайлово» (Москва), «СКА-Ростов-на-Дону», «Энергия» (Воронеж). С ростовским клубом в 2008 году стала бронзовым призёром чемпионата России, однако была дублёром основного вратаря Эльвиры Тодуа. В 2009 году с «Энергией» также завоевала бронзовые награды.
С 2011 года играла за клубы Швеции. В 2011 году была в составе клуба высшего дивизиона «Юргорден», но во всех матчах оставалась запасной, также в том сезоне провела один матч за фарм-клуб своей команды — «Беле Баркабю». Затем выступала в четвёртом дивизионе за «Хобю» и во втором дивизионе за «Энчёпинг».